# Marcus Aurelius-oszlop
A Marcus Aurelius-oszlop (olaszul Colonna di Marco Aurelio) egy carrarai márványból faragott diadaloszlop Marcus Aurelius császár tiszteletére a római Piazza Colonnán. A Traianus-oszlop mintájára készített oszlopot jóval a császár halála után fejezték be. Domborművei a császár kvádok, szarmaták, jazigok és markomannok ellen vívott háborújának jeleneteit örökítik meg. A Traianus-oszlop domborműszalagjával ellentétben a Marcus Aurelius-oszlop művészi munkája felületesebb, de sokkal drámaibb, kevésbé stilizálja a háború és a katonai élet egyes mozzanatait. A harminc méter magas oszlop tetején ma Szent Pál apostol szobra áll, amelyet V. Szixtusz pápa állíttatott a császár ledöntött szobra helyére.

## Szakirodalom
- Bianchi Bandinelli R., "Arte Plebea", in Dialoghi di Archeologia a. I, pp. 7–19 1967
- Becatti G., L'arte dell'età classica, VI edizione, Firenze 1989

## Külső hivatkozások
- A Marcus Aurelius oszlop a Pantheon előtt (olaszul)
- A Romasegreta oldalon (olasz) Archiválva 2007. március 25-i dátummal a Wayback Machine-ben
- Fotógaléria